# 국립오페라단
국립오페라단은 1962년 국립극장 소속단체로 출발하여 2000년 독립한 재단법인이다. 서울특별시 서초구 남부순환로 2364 (서초동, 예술의전당서예관)에 위치하고 있다.

## 연혁
- 1962년 국립극장 소속단체로 창단. 제1대 이인범 단장 취임
- 1963년 제2대 홍진표 단장 취임
- 1964년 제3대 오현명 단장 취임
- 1973년 장충동 국립극장으로 이전
- 1983년 제4대 안형일 단장 취임
- 1989년 제5대 박성원 단장 취임
- 1995년 제6대 박수길 단장 취임
- 1999년 소극장오페라축제 개최
- 2000년 국립극장 소속기관에서 재단법인으로 독립. 세아제강 이운형 회장 제1대 이사장 취임
- 2001년 국립오페라아카데미 스튜디오 개설
- 2002년 제7대 정은숙 예술감독 취임
- 2006년 창작오페라 《천생연분》 독일 공연(초연)
- 2008년 제8대 이소영 예술감독 취임. POSCO 이구택 회장 제2대 이사장 취임
- 2011년 제9대 김의준 단장 취임
- 2012년 국립오페라단 창단 50주년
- 2012년 국립오페라단 창단 50주년 기념-한중 수교 20주년 기념《라보엠》서울 예술의전당 및 북경 국가대극원 공연

## 주요 사업
- 정기공연을 비롯한 각종 공연개최
- 오페라예술의 국내외 교류사업
- 오페라예술 발전에 대한 조사연구 및 교육 사업
- 운영보존자금의 적립사업
- 기타 법인의 사업목적 달성을 위한 부대사업

## 조직

### 예술감독

#### 사무국
- 공연기획팀
- 교육문화팀
- 홍보마케팅팀
- 경영관리팀
- 무대예술팀